# Torlak (święty)
Torlak CRL, (znany również jako Þorlákur Þórhallsson, Torlak Thorhallsson, Thorlac Thornalli, Þorlakr, Thorlakur i Thorlac Thorhallsson; ur. 1133, zm. 23 grudnia 1193) – islandzki duchowny katolicki, biskup Skálholtu, uznawany przez Kościół katolicki za świętego, patron Islandii.
Św. Torlak pochodził z bogatej islandzkiej rodziny. Został wyświęcony na księdza w wieku 18 lat. Przez około 10 lat studiował za granicą - w Paryżu i w Lincoln w Anglii. Do Islandii powrócił w 1161, gdzie założył klasztor augustiański. W 1178 został biskupem Skálholtu, jednej z dwóch ówczesnych islandzkich diecezji. Pozostał nim aż do śmierci w 1193.
W 1198 islandzki parlament Althing uznał go za świętego. Oficjalnie Kościół katolicki zaliczył go w poczet świętych 14 stycznia 1984. Papież Jan Paweł II ogłosił go wówczas patronem Islandii. Wspomina się go 23 grudnia – dzień ten, nazywany Þorláksmessa, jest świętem narodowym Islandii. Tradycja ta przetrwała, choć współcześnie główną religią tego kraju jest luteranizm. Obok Gudmunda Arasona i Jana Ögmundssona jest najbardziej czczonym świętym pochodzącym z Islandii.